# Баранова Вікторія Генріхівна
Вікторія Генріхівна Баранова (нар. 13 жовтня 1960, м. Харків) — радянська та українська шахістка, тренер з шахів.

## Біографія
Народилася 13 жовтня 1960 року в місті Харків.
Вихованка шахового гуртка міського Палацу піонерів імені П. П. Постишева. Після школи в Харкові продовжила навчання в Московському училищі олімпійського резерву за напрямом «Шахи», де її тренував відомий радянський шаховий тренер Хасін Абрам Йосипович. Після закінчення училища повернулася в 1979 році до Харкова, де навчалася у Харківській філії Київської державної академії фізичної культури і спорту, яку успішно закінчила в 1983 році. У 1985 році вийшла заміж за відомого харківського шахіста і тренера Олександра Подгаєцького. У 1993 році Вікторії Барановій присвоєно звання майстра спорту України з шахів. З 1993 року до нинішнього часу є тренером і керівником шахового гуртка в колишньому Палаці піонерів, а нині — Обласному Палаці дитячої та юнацької творчості. Виховала таких відомих українських шахістів як міжнародний майстер Костянтин Сергійович Тарлев, міжнародний майстер Курочкін Валерій Вікторович та багато шахістів масових розрядів,,

## Основні спортивні досягнення
- 1973, 1976 — Чемпіонка Москви серед дівчат;
- 1976 — Учасниця шкільної збірної Москви;
- 1976 — Чемпіонка Всесоюзного спортивного товариства «Динамо»;
- 1977 — Учасниця молодіжної збірної Москви;
- 1979 — поділ 3-4 місць в чемпіонаті Української РСР, Чернівці
- 1980 — 2 місце в чемпіонаті Центральної ради товариства «Авангард»;[4]
- 1980 — 2 місце у складі команди «Авангард», Кубок СРСР Вищої ліги серед команд ДСТ;[5]
- 1982 — поділ 3-5 місць в чемпіонаті Української РСР, Євпаторія;
- 1982 — 2 місце чемпіонату Всесоюзної ради ДСТ профспілок, поступившись 1 місцем лише А. Ахшарумовій;[6]
- 1983 — 2 місце у VIII Літній Спартакіаді Української РСР (Сімферополь), у складі команди Харківської області;
- 1983, 1989, 1993 — Чемпіонка Харківської області серед жінок;[1]
- 1988 — 2 місце в чемпіонаті Харківської області серед жінок;[1]
- 1991 — 1 місце в Четвертому Міжнародному шаховому фестивалі у м. Павлікені, Болгарія.